# Bröderna Slut
Bröderna Slut är en humorgrupp från Surahammar i Västmanlands län. De framför bland annat sagorna om Pettson och Findus.
De har även skrivit och framfört låtar som Haru hunni bunni hunn och Kaffe. De belönades med en grammis 1996.   

## Pettsonsagor som Bröderna Slut framfört
- Pannkakstårtan
- När Findus var liten och försvann
- Pettson tältar
- Rävjakten
- Tuppens minut
- Kackel i grönsakslandet

## Medlemmar
- Hilding Slut
- Fia Slut
- Äland Slut
- Helge Slut
- Harald Slut
- Harry Slut
- Yngve Slut
- Bettan Slut, född 1976.